# 中衛府
中衛府（ちゅうえふ）は、奈良時代から平安時代初期にかけて存在した親衛軍組織。天皇側近の警固にあたる衛府の一つで、元明天皇即位直後の慶雲4年（707年）7月に設置された授刀舎人寮を改編した令外官とされている。

## 概要
聖武朝の神亀5年（728年）7月に、内匠寮とともに設置されたもので、神亀元年（724年）の聖武天皇の即位により、それまで皇太子首皇子だった天皇の側近の警固の任にあたった授刀舎人（第一次）を基盤として新たな衛府を編成し、元からの五衛府に勝る地位と権力を付与したと考えられる。大将・少将からなり、のちに中将も設置され、管掌下の中衛舎人は当初は300人であったが、のち400人に増員されている。その武力は地方豪族層を主体とし、下級官人にも地方豪族出身者が多く見られている。
なお、『類聚三代格』所収の格によると、『続紀』と相違があり、官員の種類やその数、位階等の記載が異なっている。
『続紀』8月甲午条
また、中衛府を置く。大将一人従四位下。少将一人（正五位上）。将監四人従六位上。将曹四人従七位上。府生六人、番長六人、中衛三百人号（なづ）けて東舎人（あづまのとねり）と曰ふ。使部已下亦数有り
『類聚三代格』巻4「加減諸司官員并廃置事（雑任）」10
全文：「中衛府　大将一人（従四位上官）　中将一人（従四位下官）　少将二人（正五位下官）　将監四人（従六位上官）　将曹四人（従七位上官）　医師二人　府生六人　番長六人　中衛（舎人）四百人　使部卌人　右□…□将置常在大内、以備周衛、其考選禄□…□考、即同左右衛門府主帥給禄、如有立仗者執兵立陣□□□府府生准此、宜付□□為常矣」神亀五年七月廿一日
これには『弘仁格』編纂の際、天平神護元年（765年）の官制改革の際の格により、元々の勅の記載に改変が加えられている可能性がある。
中衛府新設当時の大将は、藤原房前だったと推察される。衣服令5条『令集解』所引2月23日格によると、養老6年（722年）2月、従三位であった房前は授刀寮の長官（授刀頭）であった。このことは中衛府と藤原氏が密接な関係を持っていたことを示唆しており、とりわけ藤原仲麻呂は「中衛大将」として、その武力を自己の権勢の基盤としていた。
だが、藤原仲麻呂の乱後の天平神護元年（765年）の近衛府新設により中衛府の特権的地位は消失し、平城朝の大同2年（807年）には近衛府が左近衛府に、中衛府が右近衛府に再編され、六衛府制の左右近衛府が成立したことで、中衛府そのものが消滅した。

## 沿革
- 神亀5年（728年）7月：中衛府設置（『類聚三代格』巻4「加減諸司官員并廃置事（雑任）」10、神亀五年七月廿一日『続日本紀』神亀5年8月甲午条）その職掌は後者によると「常に大内に在りて周衛（天皇近辺の警衛）に備ふ」とある。
- 天平勝宝8歳（756年）7月：（第二次）授刀舎人を中衛府預かりとする一方で、中衛舎人の上限を新設当初の300人から400人に増やす（『続日本紀』天平勝宝8歳7月17日条）。
- 天平宝字2年（758年）8月25日：藤原仲麻呂（恵美押勝）の官号改易により「鎮国衛」と改称され、それぞれ大将→大尉、少将→驍騎将軍、員外少将→次将と改められ、大尉を従四位上から正三位、驍騎将軍を正五位上から従四位上、次将を正五位下の官としている（『続日本紀』天平宝字2年8月25日条）。
- 天平神護元年（765年）2月3日：近衛府・外衛府の官制制定により（『続日本紀』天平神護元年2月3日条）、中衛府の官制も大将1人（正三位）・中将1人（従四位下）・少将2人（正五位下）・将監4人（従六位下）、将曹4人（従七位下）・医師2人・府生6人・番長6人・舎人400人・使部30人・直丁2人のように改変される（『類聚三代格』巻4「加減諸司官員并廃置事（雑任）」10、神亀五年七月廿一日）。
- 延暦11年（792年）4月21日：近衛府と中衛府の大将は元は従四位上の官であったが、天平神護元年に改めて正三位の官としたので、今後は元にもどして従四位上の官とする、との勅が出される（『日本紀略』（『日本後紀』）延暦11年4月21日条）。
- 延暦18年（797年）4月：大将を正四位上の官とする。同時に五衛府の官位相当の位階の見直しが勅にて行われる（『日本後紀』延暦18年4月27日条）。
- 大同2年（807年）4月22日：中衛府を右近衛府とし、中将を復置（『日本紀略』（『日本後紀』）大同2年4月22日条、『類聚三代格』巻4「加減諸司官員并廃置事（雑任）」11、大同二年四月廿二日）なお、延喜式における四等官の人員・官位相当は、左近衛府に準えよとあり、大将1人（従三位）・少将2人（正五位下）・将監4人（従六位下）、将曹4人（従七位下）、そのほか、府生6人、医師1人、番長6人、近衞300人、駕輿丁100人の計425人となっている（『延喜式』巻12「中務省」74「時服」・巻28「兵部省」68「馬料」）。